# Igor Ivory Gil Pacca
Igor Ivory Gil Pacca também conhecido por Igor Pacca (São Paulo, 4 de janeiro de 1930) é um físico, geofísico, pesquisador e professor universitário brasileiro.
Comendador da Ordem Nacional do Mérito Científico e membro titular da Academia Brasileira de Ciências, Igor professor emérito do Instituto de Astronomia, Geofísica e Ciências Atmosféricas, do qual ele foi um dos primeiros professores, um dos pioneiros no estudo da geofísica no Brasil.
Seu filho, Sergio Almeida Pacca, é professor associado do curso de graduação em gestão ambiental da Escola de Artes, Ciências e Humanidades (EACH) da Universidade de São Paulo (USP), e dos cursos de pós-graduação em sustentabilidade (PPGS-USP) e energia (PPGE-USP) e sua esposa, Jesuina Lopes de Almeida Pacca é livre-docente aposentada do Departamento de Física Aplicada da USP.

## Biografia
Nascido na cidade de São Paulo, em 1930, teve uma infância pobre. O pai abandonou a família antes de Igor nascer, deixando a esposa e a irmã de cinco anos sozinhos. Morando no centro da cidade de São Paulo, aos quatorze anos Igor teve seu primeiro emprego, que precisou arranjar para auxiliar a mãe. Começou a trabalhar como office boy no departamento de construções da Light S.A., onde ganhava meio salário mínimo. Depois de dois anos, foi trabalhar na All America Cables and Radio Inc., uma empresa de telégrafos.
Depois de terminar o ensino médio, Igor demorou para ingressar na faculdade, pois precisava trabalhar para ajudar a mãe. Prestou vestibular para engenharia, mas foi reprovado na prova de matemática. Foi em 1959 que Igor prestou vestibular para física, gabaritando o exame escrito e oral em matemática.
Entrou para a geofísica apenas em 1967, quando César Lattes se mudou para Campinas, para ser professor titular do Instituto de Física da Unicamp. Sua saída desfez o grupo de pesquisa que ele chefiava na USP, o que atraiu a atenção de Igor pela possibilidade de trabalhar em uma área que tivesse relação com o Brasil. Para Igor, era importante fazer ciência sobre e no Brasil. O Instituto de Astronomia, Geofísica e Ciências Atmosféricas (IAG) se tornou parte da Universidade de São Paulo em 1955 depois de pular em várias secretarias.
Equipamentos de geofísica deixados por Kenneth Michael Creer, um dos pioneiros do paleomagnetismo, acabaram atraindo sua atenção e de Umberto Cordani, do Instituto de Geociências para as pesquisas em geofísica, paleomagnetismo e geodinâmica.
Fez doutorado em radiação cósmica pela USP, defendendo em 1969, com orientação de Celso Maria de Queiroz Orsini e coorientação com César Lattes, com quem trabalhou por sete anos. Seu primeiro trabalho na geofísica estudou a polaridade das rochas do arquipélago de Abrolhos, que começou há 60 milhões de anos. O estudo saiu na Nature Physical Science, em 1972.
Atualmente é professor emérito e aposentado do Instituto de Astronomia, Geofísica e Ciências Atmosféricas, onde continua trabalhando.